# VASP-Flug 012
Der VASP-Flug 012 (Flugnummer: VP012) war ein planmäßiger Inlandsflug der Fluggesellschaft Viação Aérea São Paulo vom Flughafen Rio de Janeiro-Santos Dumont zum Flughafen Belo Horizonte. Am 23. August 1973 verunglückte auf diesem Flug eine NAMC YS-11, die nach einem abgebrochenen Start in die Guanabara-Bucht stürzte, wobei acht Menschen an Bord ums Leben kamen.

## Flugzeug
Bei der Maschine handelte es sich um eine zweimotorige Turboprop-Passagiermaschine des Typs NAMC YS-11 aus japanischer Produktion. Die Maschine trug die Werksnummer 2068 und hatte im Jahr 1968 ihren Erstflug absolviert. Die Maschine war mit zwei Turboprop-Triebwerken des Typs Rolls-Royce Dart bestückt. Die YS-11 wurde mit dem Luftfahrzeugkennzeichen PP-SMJ zugelassen und erhielt den Taufnamen Cidade de Cuiabá.

## Unfallhergang
Beim Startlauf der Maschine kam es 8 Knoten (ca. 15 km/h) vor Erreichen der Entscheidungsgeschwindigkeit zu einem kurzfristigen Leistungsverlust. Anschließend stieg die Temperaturanzeige für die Turbinenabgase auf den Maximalwert. Der Kapitän leitete sofort einen Startabbruch ein. Er nahm den Schub zurück, drückte das Bremspedal durch und aktivierte die Schubumkehr.
Da die Bremsleistung trotz aller eingeleiteter Maßnahmen unzureichend war, wurden die Notbremsen aktiviert. Die Notbremse funktionierte nur am rechten Hauptfahrwerk. Als der Kapitän 80 Meter vor dem Ende der Startbahn erkannte, dass ein Überschießen unmittelbar bevorstand, fuhr er daraufhin das Fahrwerk ein, sodass die Maschine mit dem Rumpf auf der Landebahn aufschlug und auf diesem weiterschlitterte. Das Überrollen konnte dennoch nicht verhindert werden, die Maschine stürzte 100 Meter hinter dem Landebahnende auf die Felsen und in das Wasser der Guanabara-Bucht.

## Opfer
Die fünfköpfige Besatzung und 52 Passagiere überlebten den Unfall, während 8 Passagiere ums Leben kamen.